# Anopheles claviger
Anopheles claviger (лат.) — вид малярийных комаров, принадлежащий к комплексу видов Anopheles claviger. Распространён в странах Европы, в Армении, Азербайджане, Грузии, России, а также в Афганистане, Израиле, Иране, Ираке, Иордании, Кыргызстане, Ливане, Пакистане, Сирии, Таджикистане, Туркменистане,  и Узбекистане. Переносчик малярийных плазмодиев; заражение малярией от укуса самок отмечено на Ближнем Востоке, в Европе — не фиксировалось.